# Knema sumatrana
Knema sumatrana är en tvåhjärtbladig växtart som först beskrevs av Carl Ludwig von Blume, och fick sitt nu gällande namn av W.J. de Wilde. Knema sumatrana ingår i släktet Knema och familjen Myristicaceae. Inga underarter finns listade i Catalogue of Life.